# فرانكي يذهب إلى هوليوود (فريق موسيقي)
فرانكي يذهب إلى هوليوود (بالإنجليزية: Frankie Goes to Hollywood) كان فريق موسيقي (رقص بوب - رقص روك - الموجة الجديدة) بريطاني تشكل في ليفربول، إنجلترا، في الثمانينيات.

## أعضاء الفريق
هولي جونسون (غناء)
بول رذرفورد (غناء)
بيتر جيل (طبول، وإيقاع)
مارك أوتول (جيتار باس)
بريان ناش (جيتار)

## نشاط الفريق
أصدر الفريق أغنيته المنفردة الأولى «استرخي Relax» في عام 1983، ومنعت إذاعتها محطة البي بي سي بينما كانت الأغنية تحتل المركز السادس على قوائم أفضل الأغاني الفردية في المملكة المتحدة، وتصدرت لاحقًا القوائم ولمدة خمسة أسابيع متتالية، واستمرت في الاستمتاع بنجاح طويل على القوائم طوال ذلك العام وأصبحت في النهاية الأغنية السابعة على قائمة الأغاني الأكثر مبيعًا في المملكة المتحدة على الإطلاق. كما فازت بجائزة بريت Brit Award لعام 1985 لأفضل أغنية بريطانية منفردة. صعد ألبومهم الأول «مرحباً في قبة المتعة Welcome to the Pleasuredome» إلى المركز الأول في المملكة المتحدة في عام 1984 بمبيعات تجاوزت المليون نسخة.
تابع الفريق النجاح مع أغنية «قبيلتين Two Tribes» عام 1984 و«قوة الحب The Power of Love» أيضاً في نفس العام، ليصبح الفريق البريطاني الأول الذي أحتلت أول ثلاثة أغاني منفردة له المركز الأول. ظل هذا الإنجاز لفريق «فرانكي يذهب إلى هوليوود»، حتى حقق فريق «السبيس جيرلز Spice Girls» صعود أول ستة أغاني منفردة للفريق للمركز الأول في 1996 – 1997.

## نهاية الفريق وعودته
تفاقمت التوترات خلال مشاجرة خلف الكواليس بين جونسون وأوتول في ويمبلي أرينا في يناير 1987، وترك جونسون الفريق مما أشار إلى النهاية.
وصل الخلاف إلى قاعات المحاكم، وانفرط الفريق. حاولت محطة «في اتش 1» لم شمل الفريق 2003 دون جدوى، في عام 2004، واحتفالًا بالذكرى السنوية الخامسة والعشرين لمشاركة تريفور هورن في صناعة الموسيقى، أقيمت حفلة موسيقية خاصة في ويمبلي أرينا في نوفمبر وكان نتيجتها عودة الفريق للعمل، حيث  اجتمعوا في جولة عام 2005 لعزف مهرجانات في أوروبا.
كان آخر تعاون مشترك لطاقم الفريق في 2007.

## وصلات خارجية
https://www.allmusic.com/artist/frankie-goes-to-hollywood-mn0000139741/biography فرانكي يذهب إلى هوليوود (فريق موسيقي)
https://www.discogs.com/artist/6273-Frankie-Goes-To-Hollywood فرانكي يذهب إلى هوليوود (فريق موسيقي)